# I som här inträden
I som här inträden är en svensk tendensroman av Astrid Väring från 1944. Romanen bygger på hennes erfarenheter som hustru till en man som varit intagen på mentalsjukhus, och angriper samtidens vård. Romanen väckte i Sverige en storm mot den psykiatriska vården, och blev Värings stora genombrott som författare och socialpolitisk debattör. 
Titeln är ett citat från Inferno (III) i Dantes Divina Commedia, där det står att över helvetets portar fanns en text med orden ”I som här inträden, låten hoppet fara”.
År 1945 gjordes en filmatisering av romanen i regi av Arne Mattsson, se vidare I som här inträden.

## Utgåvor
- Väring, Astrid (1944). I som här inträden.... Stockholm: Wahlström & Widstrand. Libris 758020
  - Väring, Astrid (2020). I som här inträden... (Första utgåvan i denna version). Umeå: Atrium. Libris hslsrhktf426sc8c. ISBN 9789186095901